# Europa (hino)
Europa (em albanês: Evropa, em sérvio: Европа) é o hino nacional do Kosovo aprovado pelo parlamento a 11 de Junho de 2008. O hino, cujo autor é o compositor albanês Mehdi Mendiqi, foi aprovado numa cerimónia no Parlamento depois de ganhar um concurso para a escolha do hino em que foi estabelecido que a canção não poderia fazer referência a nenhum dos grupos étnicos do Kosovo. O hino não possui uma letra oficial, assim como os da Espanha (Marcha Real), Da Bósnia e Herzegovina (Intermeco), e de San Marino (Inno Nazionale della Repubblica) .